# Open di Francia 2016
L'Open di Francia 2016 (conosciuto anche come Roland Garros) è stato un torneo di tennis giocato sulla terra rossa. È stata la 115ª edizione dell'Open di Francia, e la seconda prova del Grande Slam dell'anno. Si è giocato allo Stade Roland Garros di Parigi, in Francia, dal 22 maggio al 5 giugno 2016. I detentori del titolo del singolare maschile e femminile erano rispettivamente lo svizzero Stan Wawrinka e la statunitense Serena Williams. La vittoria è andata al serbo Novak Đoković nel singolare maschile e alla spagnola Garbiñe Muguruza nel singolare femminile.

## Sommario
La vittoria è andata a Novak Đoković il quale ha superato in tre set agevolmente i primi tre turni, al primo turno Lu Yen-hsun, al secondo il qualificato Steve Darcis e al terzo Aljaž Bedene perde poi il primo set del torneo al quarto turno dalla testa di serie numero quattordici Roberto Bautista Agut. Nei quarti di finale si sbarazza in tre set del numero sette del seeding Tomáš Berdych, supera poi sempre in tre set Dominic Thiem alla sua prima semifinale slam. Raggiunge quindi la sua quarta finale riuscendo a conquistare il torneo superando in quattro set Andy Murray per 3-6, 6-1, 6-2, 6-4.
Nel singolare femminile ad alzare il trofeo è stata la testa di serie numero quattro Garbiñe Muguruza. Al primo turno perde un set da Anna Karolína Schmiedlová, al secondo turno ha la meglio della wildcard francese Myrtille Georges in due set, al terzo turno supera in due set la belga Wickmayer mentre al quarto ha la meglio della russa Kuznetsova sempre in due set. Supera poi ai quarti di finale in due set Shelby Rogers e in semifinale Samantha Stosur. In finale nella rivincita di Wimbledon dello scorso anno riesce a superare in due set 7-5, 6-4 Serena Williams.

## Teste di serie nel singolare
La seguente tabella illustra le teste di serie dei tornei di singolare. assegnate in base al ranking del 16 maggio 2016, i giocatori che non hanno partecipato per infortunio, quelli che sono stati eliminati e i loro punteggi nelle classifiche ATP e WTA al 23 maggio 2016.
| Legenda                    |
| -------------------------- |
| Vincitore                  |
| Finalista                  |
| Semifinalista              |
| Quarti di finale           |
| Eliminati a 1T. 2T. 3T. 4T |
| Non partecipa              |

### Singolare maschile
| Testa di serie | Ranking | Giocatore             | Punti  | Punti da difendere | Punti conquistati | Nuovo punteggio | Situazione                                |
| -------------- | ------- | --------------------- | ------ | ------------------ | ----------------- | --------------- | ----------------------------------------- |
| 1              | 1       | Novak Đoković         | 16,150 | 1,200              | 2,000             | 16,950          | Vittoria in finale contro Andy Murray [2] |
| 2              | 2       | Andy Murray           | 8,435  | 720                | 1,200             | 8,915           | Sconfitto in finale da Novak Đoković [1]  |
| N/A            | 3       | Roger Federer         | 7,015  | 360                | 0                 | 6,655           | Non partecipa per infortunio alla schiena |
| 3              | 4       | Stan Wawrinka         | 6,315  | 2,000              | 720               | 5,035           | Eliminato SF da Andy Murray [2]           |
| 4              | 5       | Rafael Nadal          | 5,675  | 360                | 90                | 5,405           | Ritirato 3T contro Marcel Granollers      |
| 5              | 6       | Kei Nishikori         | 4,470  | 360                | 180               | 4,290           | Eliminato 4T da Richard Gasquet [9]       |
| 6              | 7       | Jo-Wilfried Tsonga    | 3,355  | 720                | 90                | 2,725           | Ritirato 3T contro Ernests Gulbis         |
| 7              | 8       | Tomáš Berdych         | 2,850  | 180                | 360               | 3,030           | Eliminato QF da Novak Đoković [1]         |
| 8              | 9       | Milos Raonic          | 2,785  | 0                  | 180               | 2,965           | Eliminato 4T da Albert Ramos Viñolas      |
| 9              | 12      | Richard Gasquet       | 2,725  | 180                | 360               | 2,905           | Eliminato QF da Andy Murray [2]           |
| 10             | 10      | Marin Čilić           | 2,775  | 180                | 10                | 2,605           | Eliminato 1T da Marco Trungelliti [Q]     |
| 11             | 11      | David Ferrer          | 2,740  | 360                | 180               | 2,560           | Eliminato 4T da Tomáš Berdych [7]         |
| 12             | 13      | David Goffin          | 2,570  | 90                 | 360               | 2,840           | Eliminato QF da Dominic Thiem [13]        |
| N/A            | 14      | Gaël Monfils          | 2,470  | 180                | 0                 | 2,290           | Non partecipa per infortunio              |
| 13             | 15      | Dominic Thiem         | 2,430  | 45                 | 720               | 3,105           | Eliminato SF da Novak Đoković [1]         |
| 14             | 16      | Roberto Bautista Agut | 2,015  | 45                 | 180               | 2,060           | Eliminato 4T da Novak Đoković [1]         |
| 15             | 17      | John Isner            | 1,965  | 45                 | 180               | 2,010           | Eliminato 4T da Andy Murray [2]           |
| 16             | 18      | Gilles Simon          | 1,945  | 180                | 90                | 1,855           | Eliminato 3T da Viktor Troicki [22]       |
| 17             | 19      | Nick Kyrgios          | 1,855  | 90                 | 90                | 1,855           | Eliminato 3T da Richard Gasquet [9]       |
| 18             | 20      | Kevin Anderson        | 1,840  | 90                 | 10                | 1,760           | Eliminato 1T da Stéphane Robert [WC]      |
| 19             | 21      | Benoît Paire          | 1,641  | 90                 | 45                | 1,596           | Eliminato 2T da Tejmuraz Gabašvili        |
| 20             | 22      | Bernard Tomić         | 1,625  | 45                 | 45                | 1,625           | Eliminato 2T da Borna Ćorić               |
| 21             | 23      | Feliciano López       | 1,550  | 10                 | 90                | 1,630           | Eliminato 3T da David Ferrer [11]         |
| 22             | 24      | Viktor Troicki        | 1,535  | 45                 | 180               | 1,670           | Eliminato 4T da Stan Wawrinka [3]         |
| 23             | 25      | Jack Sock             | 1,505  | 180                | 90                | 1,415           | Eliminato 3T da Albert Ramos Viñolas      |
| 24             | 26      | Philipp Kohlschreiber | 1,485  | 45                 | 10                | 1,450           | Eliminato 1T da Nicolás Almagro           |
| 25             | 27      | Pablo Cuevas          | 1,450  | 90                 | 90                | 1,450           | Eliminato 3T da Tomáš Berdych [7]         |
| 26             | 29      | João Sousa            | 1,275  | 45                 | 45                | 1,275           | Eliminato 2T da Ernests Gulbis            |
| 27             | 28      | Ivo Karlović          | 1,280  | 10                 | 90                | 1,360           | Eliminato 3T da Andy Murray [2]           |
| N/A            | 30      | Aleksandr Dolhopolov  | 1,270  | 10                 | 0                 | 1,260           | Non partecipa per infortunio              |
| 29             | 31      | Lucas Pouille         | 1,266  | 0                  | 45                | 1,311           | Eliminato 2T da Andrej Martin [LL]        |
| 30             | 32      | Jérémy Chardy         | 1,265  | 180                | 90                | 1,175           | Eliminato 3T da Stan Wawrinka [3]         |
| 31             | 35      | Federico Delbonis     | 1,210  | 10                 | 10                | 1,210           | Eliminato 1T da Pablo Carreño Busta       |
| 32             | 33      | Fabio Fognini         | 1,205  | 45                 | 10                | 1,170           | Eliminato 1T da Marcel Granollers         |
| 33             | 34      | Steve Johnson         | 1,190  | 90                 | 10                | 1,110           | Eliminato 1T da Fernando Verdasco         |
| N/A            | 55      | Albert Ramos Viñolas  | 853    | 10                 | 360               | 1,203           | Eliminato QF da Stan Wawrinka [3]         |

### Singolare femminile
| Testa di serie | Ranking | Giocatrice               | Punti | Punti da difendere | Punti conquistati | Nuovo punteggio | Situazione                                      |
| -------------- | ------- | ------------------------ | ----- | ------------------ | ----------------- | --------------- | ----------------------------------------------- |
| 1              | 1       | Serena Williams          | 9,030 | 2,000              | 1,300             | 8,330           | Sconfitta in finale contro Garbiñe Muguruza [4] |
| 2              | 2       | Agnieszka Radwańska      | 5,850 | 10                 | 240               | 6,080           | Eliminata 4T da Cvetana Pironkova               |
| 3              | 3       | Angelique Kerber         | 5,740 | 130                | 10                | 5,620           | Eliminata 1T da Kiki Bertens                    |
| 4              | 4       | Garbiñe Muguruza         | 5,196 | 430                | 2,000             | 6,766           | Vittoria in finale contro Serena Williams [1]   |
| 5              | 5       | Viktoryja Azaranka       | 4,341 | 130                | 10                | 4,221           | Ritirata 1T contro Karin Knapp                  |
| 6              | 6       | Simona Halep             | 4,301 | 70                 | 240               | 4,471           | Eliminata 4T da Samantha Stosur [21]            |
| 7              | 7       | Roberta Vinci            | 3,405 | 10                 | 10                | 3,405           | Eliminata 1T da Kateryna Bondarenko             |
| N/A            | 8       | Belinda Bencic           | 3,330 | 70                 | 0                 | 3,260           | Non partecipa per infortunio alla schiena       |
| 8              | 9       | Timea Bacsinszky         | 3,150 | 780                | 430               | 2,800           | Eliminata QF da Kiki Bertens                    |
| N/A            | 10      | Flavia Pennetta          | 2,963 | 240                | 0                 | 2,723           | Ritirata dal tennis                             |
| 9              | 11      | Venus Williams           | 2,886 | 10                 | 240               | 3,116           | Eliminata 4T da Timea Bacsinszky [8]            |
| 10             | 12      | Petra Kvitová            | 2,878 | 240                | 130               | 2,768           | Eliminata 3T da Shelby Rogers                   |
| 11             | 13      | Lucie Šafářová           | 2,843 | 1,300              | 130               | 1,673           | Eliminata 3T da Samantha Stosur [21]            |
| 12             | 14      | Carla Suárez Navarro     | 2,585 | 130                | 240               | 2,695           | Eliminata 4T da Julija Putinceva                |
| 13             | 15      | Svetlana Kuznecova       | 2,585 | 70                 | 240               | 2,755           | Eliminata 4T da Garbiñe Muguruza [4]            |
| 14             | 16      | Ana Ivanović             | 2,560 | 780                | 130               | 1,910           | Eliminata 3T da Elina Svitolina [18]            |
| 15             | 17      | Madison Keys             | 2,482 | 130                | 240               | 2,592           | Eliminata 4T da Kiki Bertens                    |
| 16             | 18      | Sara Errani              | 2,450 | 430                | 10                | 2,030           | Eliminata 1T da Cvetana Pironkova               |
| 17             | 19      | Karolína Plíšková        | 2,420 | 70                 | 10                | 2,360           | Eliminata 1T da Shelby Rogers                   |
| 18             | 20      | Elina Svitolina          | 2,416 | 430                | 240               | 2,166           | Eliminata 4T da Serena Williams [1]             |
| 19             | 22      | Sloane Stephens          | 2,260 | 240                | 130               | 2,150           | Eliminata 3T da Cvetana Pironkova               |
| 20             | 21      | Johanna Konta            | 2,280 | 40                 | 10                | 2,250           | Eliminata 1T da Julia Görges                    |
| 21             | 24      | Samantha Stosur          | 2,050 | 130                | 780               | 2,700           | Eliminata SF da Garbiñe Muguruza [4]            |
| N/A            | 23      | Marija Šarapova          | 2,141 | 240                | 0                 | 1,901           | Sospensione temporanea                          |
| 22             | 25      | Dominika Cibulková       | 1,951 | 0                  | 130               | 2,081           | Eliminata 3T da Carla Suárez Navarro [12]       |
| 23             | 26      | Jelena Janković          | 1,940 | 10                 | 10                | 1,940           | Eliminata 1T da Tatjana Maria                   |
| 24             | 27      | Anastasija Pavljučenkova | 1,840 | 10                 | 130               | 1,960           | Eliminata 3T da Svetlana Kuznecova [13]         |
| 25             | 28      | Irina-Camelia Begu       | 1,655 | 130                | 240               | 1,765           | Eliminata 4T da Shelby Rogers                   |
| 26             | 30      | Kristina Mladenovic      | 1,550 | 130                | 130               | 1,550           | Eliminata 3T da Serena Williams [1]             |
| 27             | 29      | Ekaterina Makarova       | 1,552 | 240                | 70                | 1,382           | Eliminata 2T da Yanina Wickmayer                |
| 28             | 31      | Andrea Petković          | 1,545 | 130                | 70                | 1,485           | Eliminata 2T da Julija Putinceva                |
| 29             | 32      | Dar'ja Kasatkina         | 1,538 | (50)               | 130               | 1,618           | Eliminata 3T da Kiki Bertens                    |
| 30             | 33      | Barbora Strýcová         | 1,520 | 10                 | 130               | 1,640           | Eliminata 3T da Agnieszka Radwańska [2]         |
| N/A            | 34      | Caroline Wozniacki       | 1,456 | 70                 | 0                 | 1,386           | Non partecipa per infortunio alla caviglia      |
| 31             | 35      | Monica Niculescu         | 1,450 | 10+140             | 10+55             | 1,365           | Eliminata 1T da Pauline Parmentier              |
| 32             | 36      | Jeļena Ostapenko         | 1,365 | (13)               | 10                | 1,362           | Eliminata 1T da Naomi Ōsaka                     |
| N/A            | 58      | Kiki Bertens             | 1,051 | 10                 | 780               | 1,821           | Eliminata SF da Serena Williams [1]             |
| N/A            | 60      | Julija Putinceva         | 1,025 | 70                 | 430               | 1,385           | Eliminata QF da Serena Williams [1]             |
| N/A            | 102     | Cvetana Pironkova        | 644   | 130                | 430               | 944             | Eliminata QF da Samantha Stosur [21]            |
| N/A            | 108     | Shelby Rogers            | 611   | 10                 | 430               | 1,031           | Eliminata QF da Garbiñe Muguruza [4]            |

## Wildcard
Ai seguenti giocatori è stata assegnata una wildcard per accedere al tabellone principale.

### Singolare maschile
- Grégoire Barrère
- Julien Benneteau
- Mathias Bourgue
- Bjorn Fratangelo
- Quentin Halys
- Constant Lestienne
- Stéphane Robert
- Jordan Thompson

### Singolare femminile
- Tessah Andrianjafitrimo
- Océane Dodin
- Myrtille Georges
- Amandine Hesse
- Alizé Lim
- Virginie Razzano
- Arina Rodionova
- Taylor Townsend

### Doppio maschile
- Grégoire Barrère /  Quentin Halys
- Julien Benneteau /  Édouard Roger-Vasselin
- Mathias Bourgue /  Calvin Hemery
- Kenny de Schepper /  Maxime Teixeira
- David Guez /  Vincent Millot
- Tristan Lamasine /  Albano Olivetti
- Stéphane Robert /  Alexandre Sidorenko

### Doppio femminile
- Tessah Andrianjafitrimo /  Claire Feuerstein
- Manon Arcangioli /  Chloé Paquet
- Clothilde de Bernardi /  Shérazad Reix
- Fiona Ferro /  Virginie Razzano
- Stéphanie Foretz /  Amandine Hesse
- Myrtille Georges /  Alizé Lim
- Mathilde Johansson /  Pauline Parmentier

### Doppio misto
- Virginie Razzano /  Vincent Millot
- Pauline Parmentier /  Julien Benneteau
- Chloé Paquet /  Benoît Paire
- Alizé Lim /  Paul-Henri Mathieu
- Alizé Cornet /  Jonathan Eysseric
- Mathilde Johansson /  Tristan Lamasine

## Qualificazioni

### Singolare maschile
1. Tobias Kamke
2. Radek Štěpánek
3. Steve Darcis
4. Jan-Lennard Struff
5. Marco Trungelliti
6. Carlos Berlocq
7. Roberto Carballés Baena
8. Dustin Brown
9. Adrian Ungur
10. Marsel İlhan
11. Gerald Melzer
12. Jordi Samper-Montaña
13. Kenny de Schepper
14. Nikoloz Basilašvili
15. Laslo Đere
16. Radu Albot

Lucky Loser
1. Igor Sijsling
2. Adam Pavlásek
3. Andrej Martin
4. Thomas Fabbiano

### Singolare femminile
1. Louisa Chirico
2. Çağla Büyükakçay
3. Sorana Cîrstea
4. Sachia Vickery
5. Verónica Cepede Royg
6. Kateřina Siniaková
7. Daniela Hantuchová
8. İpek Soylu
9. Viktorija Golubic
10. Sara Sorribes Tormo
11. Lucie Hradecká
12. Maryna Zanevs'ka

Lucky Loser
1. Sílvia Soler Espinosa

## Tennisti partecipanti ai singolari

### Singolare maschile
| Campione                   | Campione                    | Finalista                | Finalista                  |
| -------------------------- | --------------------------- | ------------------------ | -------------------------- |
| Novak Đoković [1]          | Novak Đoković [1]           | Andy Murray[2]           | Andy Murray[2]             |
| Semifinalisti              |                             |                          |                            |
| Dominic Thiem [13]         | Dominic Thiem [13]          | Stan Wawrinka [3]        | Stan Wawrinka [3]          |
| Eliminati ai quarti        |                             |                          |                            |
| David Goffin [12]          | Tomáš Berdych [7]           | Albert Ramos Viñolas     | Richard Gasquet [9]        |
| Eliminati agli ottavi      |                             |                          |                            |
| Roberto Bautista Agut [14] | David Ferrer [11]           | Marcel Granollers        | Ernests Gulbis             |
| Milos Raonic [8]           | Viktor Troicki [22]         | Kei Nishikori [5]        | John Isner [15]            |
| Eliminati al 3º turno      |                             |                          |                            |
| Aljaž Bedene               | Borna Ćorić                 | Feliciano López [21]     | Pablo Cuevas [25]          |
| Rafael Nadal [4]           | Alexander Zverev            | Nicolás Almagro          | Jo-Wilfried Tsonga [6]     |
| Andrej Martin [LL]         | Jack Sock [23]              | Gilles Simon [16]        | Jérémy Chardy [30]         |
| Fernando Verdasco          | Nick Kyrgios [17]           | Tejmuraz Gabašvili       | Ivo Karlović [27]          |
| Eliminati al 2º turno      |                             |                          |                            |
| Steve Darcis [Q]           | Pablo Carreño Busta         | Bernard Tomić [20]       | Paul-Henri Mathieu         |
| Juan Mónaco                | Víctor Estrella Burgos      | Quentin Halys [WC]       | Malek Jaziri               |
| Facundo Bagnis             | Nicolas Mahut               | Stéphane Robert [WC]     | Guillermo García López     |
| Carlos Berlocq [Q]         | Jiří Veselý                 | João Sousa [26]          | Marcos Baghdatis           |
| Adrian Mannarino           | Lucas Pouille [29]          | Dustin Brown [Q]         | Marco Trungelliti [Q]      |
| Guido Pella                | Dušan Lajović               | Adam Pavlásek [LL]       | Tarō Daniel                |
| Andrej Kuznecov            | Ivan Dodig                  | Igor Sijsling [LL]       | Bjorn Fratangelo [WC]      |
| Kyle Edmund                | Benoît Paire [19]           | Jordan Thompson [WC]     | Mathias Bourgue [WC]       |
| Eliminati al 1º turno      |                             |                          |                            |
| Lu Yen-hsun                | Marsel İlhan [Q]            | Gerald Melzer [Q]        | Federico Delbonis [31]     |
| Brian Baker                | Taylor Fritz                | Santiago Giraldo         | Dmitrij Tursunov           |
| Evgenij Donskoj            | Denis Istomin               | Illja Marčenko           | Thomas Fabbiano [LL]       |
| Tobias Kamke [Q]           | Chung Hyeon                 | Florian Mayer            | Vasek Pospisil             |
| Samuel Groth               | Kenny de Schepper [Q]       | Ričardas Berankis        | Fabio Fognini [32]         |
| Kevin Anderson [18]        | Pierre-Hugues Herbert       | Thiemo de Bakker         | Íñigo Cervantes            |
| Gregoire Barrere [WC]      | Paolo Lorenzi               | Rajeev Ram               | Philipp Kohlschreiber [24] |
| Damir Džumhur              | Andreas Seppi               | Gilles Müller            | Jan-Lennard Struff [Q]     |
| Janko Tipsarević           | Michail Kukuškin            | Daniel Muñoz de la Nava  | Julien Benneteau [WC]      |
| Robin Haase                | Dudi Sela                   | Horacio Zeballos         | Marin Čilić [10]           |
| Rogério Dutra da Silva     | Diego Schwartzman           | Denis Kudla              | Grigor Dimitrov            |
| Leonardo Mayer             | Roberto Carballés Baena [Q] | Martin Kližan            | Lukáš Rosol                |
| Simone Bolelli             | Benjamin Becker             | Michail Južnyj           | Steve Johnson [33]         |
| Marco Cecchinato           | Adrian Ungur [Q]            | Sam Querrey              | Thomaz Bellucci            |
| John Millman               | Nikoloz Basilašvili [Q]     | Donald Young             | Radu Albot [Q]             |
| Albert Montañés            | Laslo Đere [Q]              | Jordi Samper-Montaña [Q] | Radek Štěpánek [Q]         |

### Singolare femminile
| Campionessa              | Campionessa                  | Finalista                     | Finalista                  |
| ------------------------ | ---------------------------- | ----------------------------- | -------------------------- |
| Garbiñe Muguruza [4]     | Garbiñe Muguruza [4]         | Serena Williams [1]           | Serena Williams [1]        |
| Semifinaliste            |                              |                               |                            |
| Kiki Bertens             | Kiki Bertens                 | Samantha Stosur [21]          | Samantha Stosur [21]       |
| Eliminate ai quarti      |                              |                               |                            |
| Julija Putinceva         | Timea Bacsinszky [8]         | Shelby Rogers                 | Cvetana Pironkova          |
| Eliminate agli ottavi    |                              |                               |                            |
| Elina Svitolina [18]     | Carla Suárez Navarro [12]    | Madison Keys [15]             | Venus Williams [9]         |
| Irina-Camelia Begu [25]  | Svetlana Kuznecova [13]      | Simona Halep [6]              | Agnieszka Radwańska [2]    |
| Eliminate al 3º turno    |                              |                               |                            |
| Kristina Mladenovic [26] | Ana Ivanović [14]            | Dominika Cibulková [22]       | Karin Knapp                |
| Dar'ja Kasatkina [29]    | Mónica Puig                  | Alizé Cornet                  | Pauline Parmentier         |
| Annika Beck              | Petra Kvitová [10]           | Anastasija Pavljučenkova [24] | Yanina Wickmayer           |
| Naomi Ōsaka              | Lucie Šafářová [11]          | Sloane Stephens [19]          | Barbora Strýcová [30]      |
| Eliminate al 2º turno    |                              |                               |                            |
| Teliana Pereira          | Tímea Babos                  | Taylor Townsend [WC]          | Kurumi Nara                |
| Qiang Wang               | Ana Konjuh                   | Andrea Petković [28]          | Anastasija Sevastova       |
| Camila Giorgi            | Virginie Razzano [WC]        | Julia Görges                  | Mariana Duque Mariño       |
| Louisa Chirico [Q]       | Tatjana Maria                | Irina Falconi                 | Eugenie Bouchard           |
| Kateryna Bondarenko      | Coco Vandeweghe              | Elena Vesnina                 | Hsieh Su-wei               |
| Heather Watson           | Çağla Büyükakçay [Q]         | Ekaterina Makarova [27]       | Myrtille Georges [WC]      |
| Zarina Dijas             | Mirjana Lučić-Baroni         | Shuai Zhang                   | Viktorija Golubic [Q]      |
| Johanna Larsson          | Verónica Cepede Royg [Q]     | Polona Hercog                 | Caroline Garcia            |
| Eliminate al 1º turno    |                              |                               |                            |
| Magdaléna Rybáriková     | Kristýna Plíšková            | Samantha Crawford             | Francesca Schiavone        |
| Sorana Cîrstea [Q]       | Amandine Hesse [WC]          | Denisa Allertová              | Océane Dodin [WC]          |
| Kateřina Siniaková [Q]   | Tessah Andrianjafitrimo [WC] | Arina Rodionova [WC]          | Zheng Saisai               |
| Laura Robson [PR]        | Aleksandra Wozniak [PR]      | Sachia Vickery [Q]            | Viktoryja Azaranka [5]     |
| Angelique Kerber [3]     | Alizé Lim [WC]               | İpek Soylu [Q]                | Anna-Lena Friedsam         |
| Johanna Konta [20]       | Vol'ha Havarcova             | Dar'ja Gavrilova              | Donna Vekić                |
| Anett Kontaveit          | Lauren Davis                 | Kirsten Flipkens              | Jelena Janković [23]       |
| Monica Niculescu [31]    | Mona Barthel                 | Laura Siegemund               | Sílvia Soler Espinosa [LL] |
| Roberta Vinci [7]        | Maryna Zanevs'ka [Q]         | Naomi Broady                  | Bethanie Mattek-Sands      |
| Karolína Plíšková [17]   | Madison Brengle              | Lara Arruabarrena             | Danka Kovinić              |
| Jaroslava Švedova        | Nicole Gibbs                 | Aljaksandra Sasnovič          | Sara Sorribes Tormo [Q]    |
| Varvara Lepchenko        | Alexandra Dulgheru           | Christina McHale              | Anna Karolína Schmiedlová  |
| Nao Hibino               | Carina Witthöft              | Daniela Hantuchová [Q]        | Jeļena Ostapenko [32]      |
| Misaki Doi               | Galina Voskoboeva [PR]       | Alison Riske                  | Vitalija D'jačenko [PR]    |
| Sara Errani [16]         | Magda Linette                | Sabine Lisicki                | Margarita Gasparjan        |
| Lucie Hradecká [Q]       | Lourdes Domínguez Lino       | Lesja Curenko                 | Bojana Jovanovski          |

## Campioni

### Seniors

#### Singolare maschile
Novak Đoković ha sconfitto in finale  Andy Murray con il punteggio di 3–6, 6–1, 6–2, 6–4.
- Primo titolo in assoluto a Parigi, completando così il Career Grand Slam (8º giocatore nella storia), e quattro Slam consecutivi (3° nella storia), è il 6º titolo stagionale, 12° Slam in carriera e 65º trofeo vinto in carriera.

#### Singolare femminile
Garbiñe Muguruza ha sconfitto in finale  Serena Williams con il punteggio di 7–5, 6–4.
- Primo titolo Slam conquistato dall'iberica alla sua seconda finale, primo titolo stagionale e terzo in carriera.

#### Doppio maschile
Feliciano López /  Marc López hanno sconfitto in finale  Bob Bryan /  Mike Bryan con il punteggio di 6–4, 6(6)–7, 6–3.

#### Doppio femminile
Caroline Garcia /  Kristina Mladenovic hanno sconfitto in finale  Ekaterina Makarova /  Elena Vesnina con il punteggio di 6–3, 2–6, 6–4.

#### Doppio misto
Martina Hingis /  Leander Paes hanno sconfitto in finale  Sania Mirza /  Ivan Dodig con il punteggio di 4–6, 6–4, [10–8].

### Junior

#### Singolare ragazzi
Geoffrey Blancaneaux ha sconfitto in finale  Félix Auger-Aliassime con il punteggio di 1–6, 6–3, 8–6.

#### Singolare ragazze
Rebeka Masarova ha sconfitto in finale  Amanda Anisimova con il punteggio di 7–5, 7–5.

#### Doppio ragazzi
Yshai Oliel /  Patrik Rikl hanno sconfitto in finale  Chung Yunseong /  Orlando Luz con il punteggio di 6–3, 6–4.

#### Doppio ragazze
Paula Arias Manjon /  Olga Danilović hanno sconfitto in finale  Olesya Pervushina /  Anastasia Potapova con il punteggio di 3–6, 6–3, [10–8].

### Tennisti in carrozzina

#### Singolare maschile carrozzina
Gustavo Fernández ha sconfitto in finale  Gordon Reid con il punteggio di 7–6(4), 6–1.

#### Singolare femminile carrozzina
Marjolein Buis ha sconfitto in finale  Sabine Ellerbrock con il punteggio di 6–3, 6–4.

#### Doppio maschile carrozzina
Shingo Kunieda /  Gordon Reid hanno sconfitto in finale  Michaël Jeremiasz /  Stefan Olsson con il punteggio di 6–3, 6–2.

#### Doppio femminile carrozzina
Yui Kamiji /  Jordanne Whiley hanno sconfitto in finale  Jiske Griffioen /  Aniek Van Koot con il punteggio di 6–3, 4–6, [10–6].

### Leggende

#### Doppio leggende under 45
Juan Carlos Ferrero /  Carlos Moyá hanno sconfitto in finale  Sébastien Grosjean /  Fabrice Santoro con il punteggio di 6–4, 6–4.

#### Doppio leggende over 45
Sergi Bruguera /  Goran Ivanišević hanno sconfitto in finale  Yannick Noah /  Cédric Pioline con il punteggio di 6–3, 7–6(2).

#### Doppio leggende femminile
Lindsay Davenport /  Martina Navrátilová hanno sconfitto in finale  Conchita Martínez /  Nathalie Tauziat con il punteggio di 6–3, 6–2.

## Punti e distribuzione dei premi in denaro

### Distribuzione dei punti
Di seguito le tabelle per ciascuna competizione, che mostrano i punti validi per il ranking per ogni evento

### Tornei uomini e donne
| Evento              | Vincitore | Finalista | Semifinalista | Quarti di Finale | Quarto turno | Terzo turno | Secondo turno | Primo turno | Qualificato | Turno decisivo qualificazioni | Secondo turno qualificazioni | Primo turno qualificazioni |
| Singolare maschile  | 2000      | 1200      | 720           | 360              | 180          | 90          | 45            | 10          | 25          | 16                            | 8                            | 0                          |
| Doppio maschile     | 2000      | 1200      | 720           | 360              | 180          | 90          | 0             | N.D.        | N.D.        | N.D.                          | N.D.                         | N.D.                       |
| Singolare femminile | 2000      | 1300      | 780           | 430              | 240          | 130         | 70            | 10          | 40          | 30                            | 20                           | 2                          |
| Doppio femminile    | 2000      | 1300      | 780           | 430              | 240          | 130         | 10            | N.D.        | N.D.        | N.D.                          | N.D.                         | N.D.                       |

### Carrozzina
| Evento      | Vincitore | Finalista | Semifinalista | Quarti di finale |
| Singolare1  | 800       | 500       | 375           | 100              |
| Doppio2     | 800       | 500       | 100           | N.D.             |
| Quad doppio | 800       | 100       | N.D.          | N.D.             |

### Junior
| Evento              | Vincitore | Finalista | Semifinalista | Quarti di finale | Secondo Turno | Primo turno | Qualificato | Turno decisivo qualificazioni |
| Singolare maschile  | 375       | 270       | 180           | 120              | 75            | 30          | 25          | 20                            |
| Singolare femminile | 375       | 270       | 180           | 120              | 75            | 30          | 25          | 20                            |
| Doppio maschile     | 270       | 180       | 120           | 75               | 45            | N.D.        | N.D.        | N.D.                          |
| Doppio femminile    | 270       | 180       | 120           | 75               | 45            | N.D.        | N.D.        | N.D.                          |

### Premi in denaro
| Evento                  | Vincitore  | Finalista  | Semifinalista | Quarti di finale | Quarto turno | Terzo turno | Secondo turno | Primo turno | Q3      | Q2    | Q1    |
| Singolare               | 2 000 000€ | 1 000 000€ | 500 000€      | 294 000€         | 173 000€     | 102 000€    | 60 000€       | 30 000€     | 17 000€ | 7000€ | 3500€ |
| Doppio*                 | 500 000€   | 250 000€   | 125 000€      | 68 000€          | 37 000€      | 19 000€     | 9500€         | N.D.        | N.D.    | N.D.  | N.D.  |
| Doppio misto*           | 114 000€   | 57 000€    | 28 000€       | 15 000€          | 8000€        | 4000€       | N.D.          | N.D.        | N.D.    | N.D.  | N.D.  |
| Singolare in carrozzina | 28 000€    | 14 000€    | 7000€         | 4000€            | N.D.         | N.D.        | N.D.          | N.D.        | N.D.    | N.D.  | N.D.  |
| Doppio in carrozzina*   | 8000€      | 4000€      | 2400€         | N.D.             | N.D.         | N.D.        | N.D.          | N.D.        | N.D.    | N.D.  | N.D.  |

* per team